# Diócesis de Rustemburgo
La diócesis de Rustemburgo (en latín: Dioecesis Rustenburgen(sis) y en inglés: Roman Catholic Diocese of Rustenburg) es una circunscripción eclesiástica latina de la Iglesia católica en Sudáfrica, sufragánea de la arquidiócesis de Pretoria. La diócesis tiene al obispo Robert Mogapi Mphiwe como su ordinario desde el 25 de noviembre de 2020. 

## Territorio y organización
La diócesis tiene 32 000 km² y extiende su jurisdicción sobre los fieles católicos de rito latino residentes en parte de la provincia del Noroeste.
La sede de la diócesis se encuentra en la ciudad de Rustemburgo, en donde se halla la Catedral del Santísimo Redentor.
En 2020 en la diócesis existían 15 parroquias.

## Historia
La prefectura apostólica fue erigida el 28 de junio de 1971 con la bula Inter rerum del papa Pablo VI, obteniendo el territorio de la arquidiócesis de Pretoria.
El 18 de noviembre de 1987 la prefectura apostólica fue elevada a diócesis con la bula Ad beati Petri del papa Juan Pablo II.

## Estadísticas
De acuerdo al Anuario Pontificio 2021 la diócesis tenía a fines de 2020 un total de 52 400 fieles bautizados.
| Año                                                                             | Población            | Población | Población      | Sacerdotes | Sacerdotes    | Sacerdotes    | Bautizados por sacerdote | Diáconos permanentes | Religiosos | Religiosos | Parroquias |
| Año                                                                             | Bautizados católicos | Total     | % de católicos | Total      | Clero secular | Clero regular | Bautizados por sacerdote | Diáconos permanentes | Varones    | Mujeres    | Parroquias |
| ------------------------------------------------------------------------------- | -------------------- | --------- | -------------- | ---------- | ------------- | ------------- | ------------------------ | -------------------- | ---------- | ---------- | ---------- |
| 1980                                                                            | 23 484               | 517 000   | 4.5            | 17         |               | 17            | 1381                     |                      | 18         | 50         | 11         |
| 1990                                                                            | 36 000               | 610 000   | 5.9            | 19         | 1             | 18            | 1894                     |                      | 22         | 41         | 18         |
| 1999                                                                            | 42 500               | 850 000   | 5.0            | 19         | 5             | 14            | 2236                     | 5                    | 18         | 33         | 16         |
| 2000                                                                            | 43 300               | 855 000   | 5.1            | 20         | 5             | 15            | 2165                     | 5                    | 19         | 33         | 12         |
| 2001                                                                            | 43 750               | 859 000   | 5.1            | 23         | 6             | 17            | 1902                     | 5                    | 19         | 33         | 12         |
| 2002                                                                            | 43 875               | 855 000   | 5.1            | 25         | 6             | 19            | 1755                     | 5                    | 20         | 32         | 13         |
| 2003                                                                            | 43 775               | 985 000   | 4.4            | 26         | 7             | 19            | 1683                     | 5                    | 20         | 35         | 15         |
| 2004                                                                            | 43 500               | 980 000   | 4.4            | 24         | 5             | 19            | 1812                     | 5                    | 20         | 34         | 15         |
| 2010                                                                            | 46 900               | 1 004 000 | 4.7            | 20         | 2             | 18            | 2345                     | 5                    | 19         | 25         | 14         |
| 2014                                                                            | 47 500               | 1 044 000 | 4.5            | 23         | 3             | 20            | 2065                     | 3                    | 22         | 19         | 15         |
| 2017                                                                            | 50 140               | 1 102 170 | 4.5            | 17         | 3             | 14            | 2949                     | 16                   | 16         | 18         | 15         |
| 2020                                                                            | 52 400               | 1 152 250 | 4.5            | 17         | 3             | 14            | 3082                     | 15                   | 16         | 11         | 15         |
| Fuente: Catholic-Hierarchy, que a su vez toma los datos del Anuario Pontificio. |                      |           |                |            |               |               |                          |                      |            |            |            |

## Episcopologio
- Henry Lancelot Paxton Hallett, C.SS.R. † (29 de septiembre de 1971-30 de enero de 1990 falleció)
- Kevin Dowling, C.SS.R. (2 de diciembre de 1990-25 de noviembre de 2020 retirado)
- Robert Mogapi Mphiwe, desde el 25 de noviembre de 2020